# Noretisterone
Il noretisterone (o noretindrone) (o 19-nor-17α-etiniltestosterone) è un composto usato in associazione in alcuni contraccettivi orali, ma è disponibile anche in formulazioni come unico principio attivo. È un progestinico che può essere impiegato nel trattamento della sindrome premestruale, di dolori o di gravi emorragie mestruali e nella stabilizzazione del ciclo mestruale.
Il noretindrone è stato il primo progestinico significativamente attivo oralmente ad essere sintetizzato. In particolare fu sintetizzato per la prima volta nel 1951, presso la casa farmaceutica Syntex di Città del Messico, dai chimici Luis Ernesto Miramontes Cárdenas, Carl Djerassi e George Rosenkranz È stato il progestinico usato in una delle prime due pillole contraccettive arrivate in commercio. Spesso è utilizzato il suo estere acetico, il noretisterone acetato.